# Kevin Vanbeuren
Kevin Vanbeuren, né le 31 janvier 1981 à Hasselt, est un joueur de football belge qui évoluait au poste de défenseur. Il compte un titre de champion de Belgique obtenu en 2002 avec le KRC Genk. Par la suite, sa carrière connaît une pente descendante et il jouera uniquement dans des clubs de divisions inférieures, toutes basées dans le Limbourg. Il prend sa retraite sportive en décembre 2011.

## Biographie
Kevin Vanbeuren s'affilie au KRC Genk en 1988, juste après la fusion entre Winterslag et Waterschei ayant mené à la création du club. Il y évolue dans toutes les équipes d'âge jusqu'à intégrer le noyau de l'équipe première en 1999. Il doit néanmoins attendre la fin de la saison pour disputer son premier match officiel, le 11 mai 2000 face au FC Malines. La saison suivante, il doit se contenter à nouveau d'un statut de réserviste, ne disputant que six matches durant la saison. Néanmoins, il est titularisé lors des quatre dernières rencontres du championnat.
Il entame le championnat 2001-2002 comme titulaire à l'arrière-droit et inscrit son premier but sous les couleurs de Genk le 25 novembre 2001 contre le RWDM. Il perd toutefois sa place après la trêve hivernale et ne dispute plus que quatre bribes de matches jusqu'au terme de la saison, ponctuée par un titre de champion de Belgique. Il retrouve une place de titulaire à l'entame de la saison suivante qui voit le club se qualifier pour la phase de poules de la prestigieuse Ligue des champions. Malheureusement, après un match catastrophique contre le Real Madrid (défaite 6-0), il perd à nouveau sa place dans l'équipe de base et ne disputera plus qu'une rencontre en décembre avec Genk. En janvier 2003, il est prêté jusqu'au terme de la saison à Heusden-Zolder, le club-satellite de Genk qui évolue en Division 2.
Kevin Vanbeuren y obtient plus de temps de jeu mais une blessure encourue à la mi-avril l'écarte des terrains jusqu'à la fin de la saison. L'équipe remporte le tour final en fin de saison et accède à la Division 1 pour la première fois de son histoire. Le prêt du joueur est alors prolongé pour un an. D'autres joueurs de Genk rejoignent le club en prêt mais il reste le titulaire au poste d'arrière latéral droit durant toute la saison. Malheureusement, le club d'Heusden-Zolder est relégué en fin de saison et le contrat de Vanbeuren n'est pas renouvelé par employeur.
Il rejoint le KFC Dessel Sport, un club évoluant également en deuxième division, en juillet 2004. Il y reste un an puis rejoint le KSK Tongres en Division 3. Durant deux ans, il y obtient une place dans l'équipe de base et dispute quasiment tous les matches mais, lors de la saison 2007-2008, il ne joue presque plus, seulement quatre matches toutes compétitions confondues. Il quitte alors le club et rejoint les rangs du KVV Heusden-Zolder, un club de Promotion ayant repris les installations du Heusden-Zolder SK après la disparition de ce dernier en 2006. Il y joue une saison puis part pour le Patro Maasmechelen, également en Promotion. À nouveau, il ne passe qu'un an dans son nouveau club malgré sa place de titulaire et s'en va pour rejoindre Zonhoven VV, en première provinciale limbourgeoise. Contrarié par des blessures à répétition, Kevin Vanbeuren y joue assez peu et décide d'arrêter le football en décembre 2011.

## Palmarès
- 1 fois champion de Belgique en 2002 avec le KRC Genk

## Statistiques
| Saison                | Club                  | Championnat           | Championnat | Championnat | Coupe(s) nationale(s) | Coupe(s) nationale(s) | Supercoupe | Supercoupe | Compétition(s) continentale(s) | Compétition(s) continentale(s) | Compétition(s) continentale(s) | Total | Total |
| Saison                | Club                  | Division              | M.          | B.          | M.                    | B.                    | M.         | B.         | Comp.                          | M.                             | B.                             | M.    | B.    |
| 1999-2000             | KRC Genk              | Division 1            | 1           | 0           | 0                     | 0                     | 0          | 0          | -                              | 0                              | 0                              | 1     | 0     |
| 2000-2001             | KRC Genk              | Division 1            | 6           | 0           | 0                     | 0                     | 0          | 0          | C3                             | 0                              | 0                              | 6     | 0     |
| 2001-2002             | KRC Genk              | Division 1            | 17          | 1           | 2                     | 0                     | 0          | 0          | -                              | 0                              | 0                              | 19    | 1     |
| 2002-2003             | KRC Genk              | Division 1            | 7           | 0           | 0                     | 0                     | 1          | 0          | C1                             | 4                              | 0                              | 12    | 0     |
| 2002-2003             | Heusden-Zolder SK     | Division 2            | 9           | 0           | 0                     | 0                     | 0          | 0          | -                              | 0                              | 0                              | 9     | 0     |
| 2003-2004             | Heusden-Zolder SK     | Division 1            | 27          | 0           | 4                     | 0                     | 0          | 0          | -                              | 0                              | 0                              | 31    | 0     |
| 2004-2005             | KFC Dessel Sport      | Division 2            | 24          | 1           | 0                     | 0                     | 0          | 0          | -                              | 0                              | 0                              | 24    | 1     |
| 2005-2006             | KSK Tongres           | Division 3            | 20          | 0           | 2                     | 0                     | 0          | 0          | -                              | 0                              | 0                              | 22    | 0     |
| 2006-2007             | KSK Tongres           | Division 3            | 27          | 2           | 3                     | 0                     | 0          | 0          | -                              | 0                              | 0                              | 30    | 2     |
| 2007-2008             | KSK Tongres           | Division 3            | 4           | 0           | 0                     | 0                     | 0          | 0          | -                              | 0                              | 0                              | 4     | 0     |
| 2008-2009             | KVV Heusden-Zolder    | Promotion             | 21          | 0           | 2                     | 0                     | 0          | 0          | -                              | 0                              | 0                              | 23    | 0     |
| 2009-2010             | Patro Maasmechelen    | Promotion             | 22          | 0           | 3                     | 0                     | 0          | 0          | -                              | 0                              | 0                              | 25    | 0     |
| 2010-2011             | K Zonhoven VV         | 1re prov.             | -           | -           | -                     | -                     | 0          | 0          | -                              | 0                              | 0                              | 0     | 0     |
| 2011-2012             | K Zonhoven VV         | 1re prov.             | 12          | 5           | 0                     | 0                     | 0          | 0          | -                              | 0                              | 0                              | 12    | 5     |
| Total sur la carrière | Total sur la carrière | Total sur la carrière | 197         | 9           | 16                    | 0                     | 1          | 0          | -                              | 4                              | 0                              | 218   | 9     |